# Emil Farhat
Emil Farhat (Maripá de Minas, 25 de setembro de 1914 — São Paulo, 22 de maio de 2000) foi um jornalista, publicitário e escritor brasileiro. Ficou conhecido por seu trabalho com a agência de publicidade estadunidense McCann Erickson e por ter sido um dos responsáveis pela modernização do rádio no Brasil. Em 1967, recebeu o título de Publicitário do Ano da Associação Paulista de Propaganda (atual Associação dos Profissionais de Propaganda) e, em 1988, o Prêmio Jabuti na categoria romance, pelo livro Dinheiro na estrada.